# 사랑은 흘러가도
"사랑은 흘러가도"는 1959년 공개된 대한민국의 영화이다.

## 배역
- 최무룡 : 명철 역
- 문정숙 : 화진 역
- 김승호 : 경호 역
- 최남현
- 석금성
- 안성기